# 中国—俄罗斯边界
中国—俄罗斯边界是中華人民共和國和俄羅斯聯邦的邊界。2000年代初最後的劃界完成後，確定為4,209.3公里，是世界上第六長的邊界。中俄邊界包括兩段不連續的部分：較長的東段和極短的西段。在蘇聯时期，中國新疆與蘇聯接壤，中苏西段邊界長約2,850公里，苏联解体后该段边界分屬俄罗斯、哈薩克斯坦、吉爾吉斯和塔吉克斯坦，其中中俄边境长度不到100公里，而且位於生態保育的深山內，所以基本上現代講到中俄邊界，指的都是東段。

## 概要

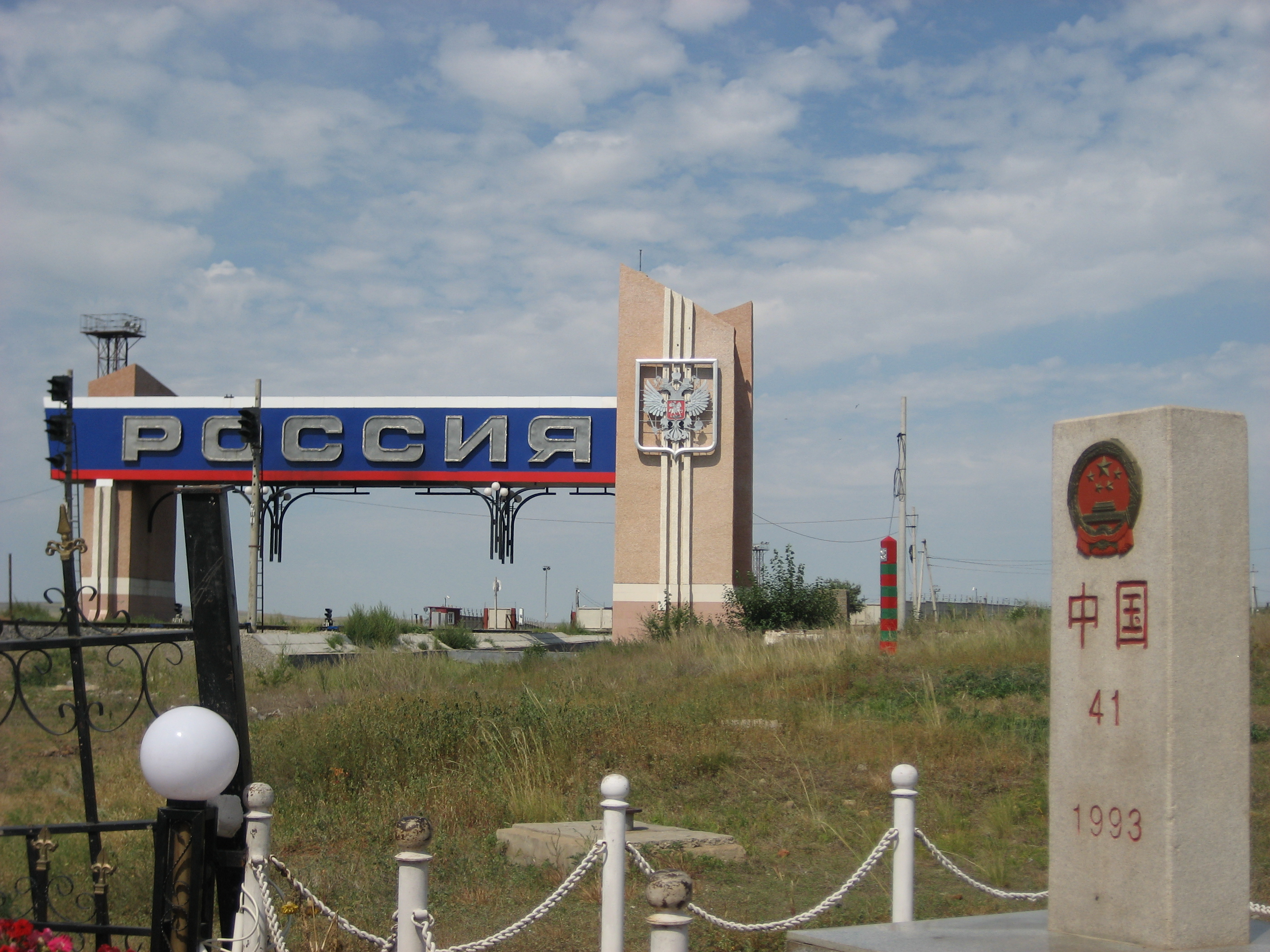
兩國在滿洲里和外貝加爾斯克的邊界標誌

東段全長超過4000公里。根據1999年聯合出版的估計，長度為4195公里。邊界自中國東部-蒙古國-俄羅斯的三邊交界（49°50′42.3″N 116°42′46.8″E / 49.845083°N 116.713000°E）開始，並設有界碑，稱為「Tarbagan-Dakh」（Ta'erbagan Dahu、Tarvagan Dakh）從該三角點起，邊界朝向東北，直至到達額爾古納河。邊界沿額爾古納河和黑龍江（阿穆爾河）下行，直至與烏蘇里江合流。邊界在兩江合流瓜分了黑瞎子島（大烏蘇裏島），然後沿烏蘇里江向南。邊界跨過興凱湖（汗卡湖），再向西南行進。中俄邊界以圖們江結束，同時也是朝鮮的北界。中俄邊界的結束點和中俄朝的三角點（42°25′N 130°36′E / 42.417°N 130.600°E）距離圖們江入海只有幾公里，也是俄朝邊界的結束點。
短得多（少於100公里）的西部邊界介於俄羅斯的阿爾泰共和國和中國的新疆維吾爾自治區。其橫跨大部分阿爾泰山脈的高海拔有雪地帶。西端結束點位於中哈俄三角點，三方協議的位置為49°06′54″N 87°17′12″E / 49.11500°N 87.28667°E，海拔3327公尺。東端結束點位於中蒙俄三角點塔彎博格多的奎屯山頂峰，位於49°10′13.5″N 87°48′56.3″E / 49.170417°N 87.815639°E。

## 歷史

### 俄羅斯帝國時期（1917年前）

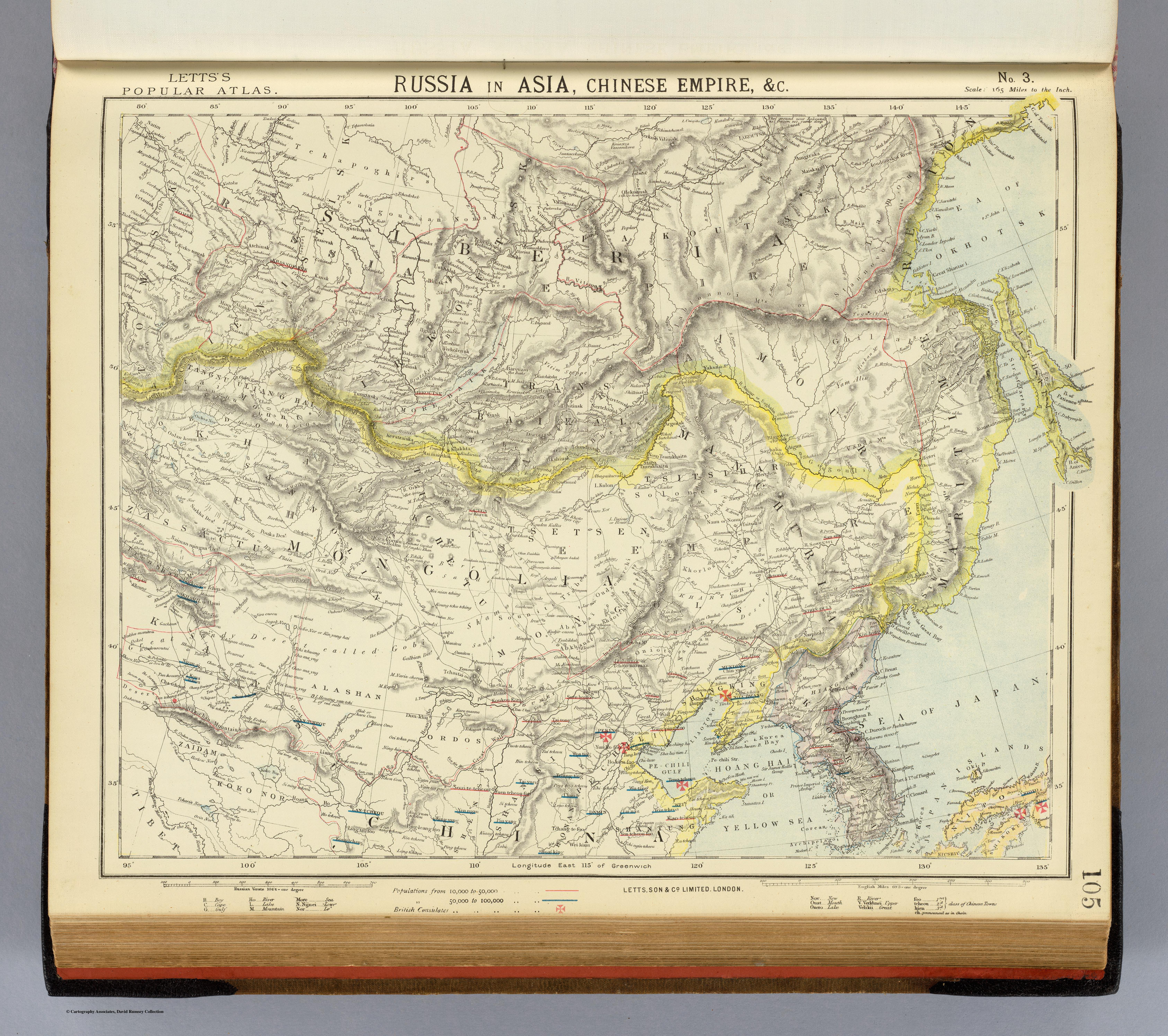
1883年清朝与俄罗斯帝国边界

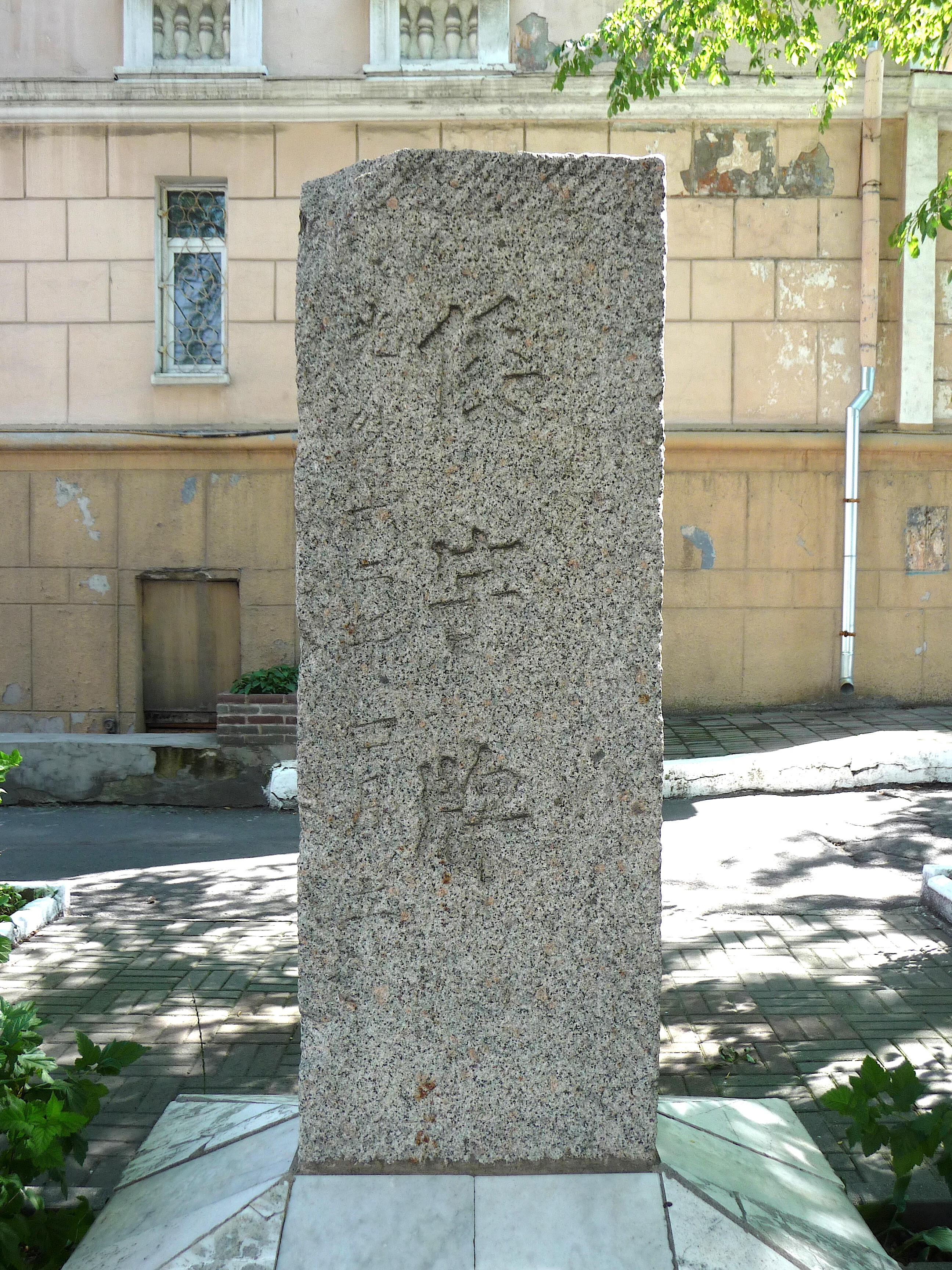
位於俄羅斯海參崴的中國地碑

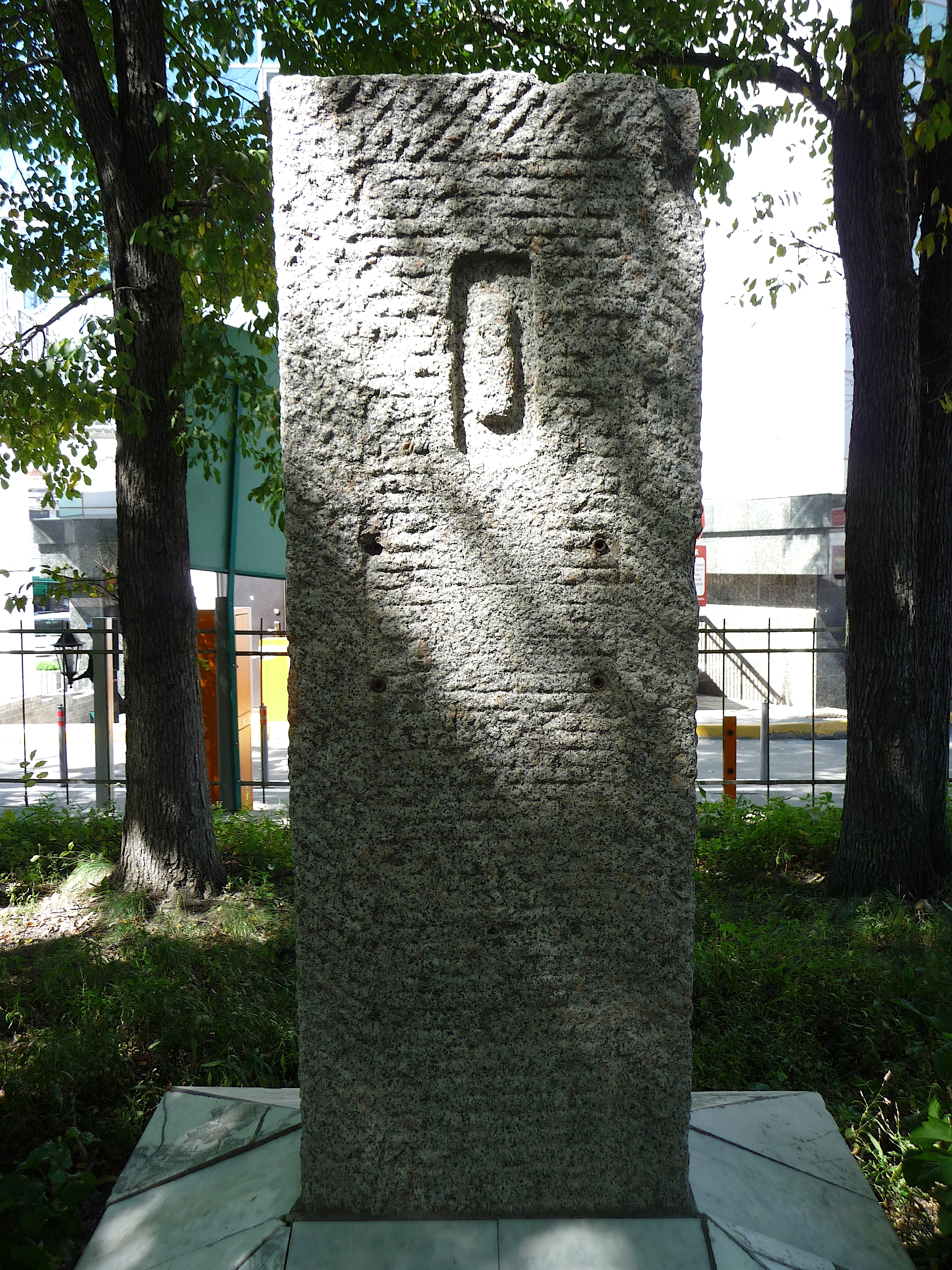
俄羅斯境內遠東地區尚存幾處中國的舊碑

現時的中俄邊界線多數繼承自蘇聯（有稍微調整），而中蘇邊界線大致與俄羅斯帝國和大清帝國相當，並由一系列17至19世紀的條約界定。以下是較重要的邊界條約，並標示現時中俄邊界的決定性條約：
- 尼布楚條約（1689年），沿額爾古納河邊界
- 恰克圖界約（1727年），大部分所定邊界是今蒙俄邊界（英语：Mongolia–Russia border）
- 中俄天津条约（1858年），决定查勘未经定明边界
- 璦琿條約（1858年），沿黑龍江邊界
- 中俄北京條約（1860年），今伯力以南邊界
  - 中俄勘分东界约记（1861年），今东段边界
    - 中俄珲春东界约（1886年），今珲春以东边界

  - 中俄勘分西北界约记（1864年），西北边界（今西段边界）
    - 中俄科布多界约（1869年），西北边界自布果素克山经奎屯山到玛呢图噶图勒干（阿克求别）的边界
    - 中俄乌里雅苏台界约（1869年），西北边界自沙宾达巴哈到布果素克山的边界
    - 中俄塔尔巴哈台界约（1870年），西北边界自玛尼图噶图勒干到哈巴尔苏山口的边界
- 楚乎楚議定書（1864年），今西段边界[9]
- 里瓦几亚条约（1879年），交收伊犁
- 伊犁条约（1881年），中国收回伊犁，部分取消里瓦几亚条约的中国割地规定
  - 中俄伊犁界约（1882年）
  - 中俄喀什噶尔界约（1882年）
  - 中俄科塔界约（1883年），更改斋桑泊迤东边界
  - 中俄塔尔巴哈台西南界约（1883年）
  - 中俄续勘喀什噶尔界约（1884年）
  - 中俄满洲里界约（1911年）

### 中蘇邊界之爭（1917年—1991年）
1917年後，中国和苏联在领土问题上多次爆发冲突，加上當時日本也進入東北擴張，所以國共內戰結束之前並沒有明確的界定：
- 中東路事件（1929年）
- 张鼓峰事件（1938年）（日本及满洲国与苏联冲突）
- 中蘇邊界衝突（1969年）

1968年，蘇聯陸軍聚集在中蘇4,380公里邊界沿線，尤其是中國西北部新疆前線，蘇聯有可能挑起东突分離主義分子起義。軍事上，1961年蘇聯沿邊界設有12個師、200部戰機；1968年增至25個師、1,200部戰機和120支中程導彈。雖然中華人民共和國比蘇聯擁有更多人力，並在1964年10月首度在羅布泊試爆了核武器（596工程），中國人民解放軍軍事上受裝備影響比蘇聯仍位於劣勢。然而，中國採取了非對稱作戰威懾策略，威脅蘇聯若先發制人進行核打擊則以大規模傳統「人海戰術」回應。中國在人力的絕對優勢是北京阻止蘇聯核攻擊的基石。自從1949年，中國領導人毛澤東指出中國軍事戰略將繼續以「人比武器優先」。雖然武器是戰爭的重要部分，但毛指那不是決定性的，決定性的不是武器而是人。強力的比試不只是軍事和經濟力量的比拚，也是人力和道德的比拚。根據毛的說法，非物質質素，包括主觀性、創意、彈性和道德高地才是戰爭的關鍵決定因素。蘇聯無信心可以在爭端中勝出。中國大規模侵入可以威脅海蘭泡、海參崴和伯力的主要戰略中心和西伯利亞鐵路的重要節點。根據俄羅斯叛逃美國的高層阿爾卡迪·什夫欽科，「中央政治局擔憂中國可能大規模入侵蘇聯領土。而中國數以百萬計人數的入侵更是蘇聯領導人瘋狂的噩夢。儘管在武器上擁有絕對優勢，對蘇聯仍然不容許應付如此級別的突擊。有鑑於中國擁有「龐大的人口和對游擊戰深入的知識和經驗」，一旦蘇聯發起對中國核計劃的攻擊將直接「深陷無止境戰爭」。實際上蘇俄對於中國人力的恐懼及其「人海戰術」策略非常擔憂，以致於莫斯科部分官員指唯一方法對付大規模傳統猛攻只能使用核武器。部分更主張在中蘇邊界部署核礦。透過威脅發動持久傳統紛爭以報復核打擊，北京動用了非對稱威懾策略使莫斯科相信攻擊的代價遠超利益。中國實際上找到了潛在威脅。多數蘇聯軍事專家並不擔憂中國核報復，相信中國的軍火庫很小、低級和脆弱，其無法活過先發制人並進行報復的打擊，但對中國龐大的傳統陸軍仍有相當大的關注。蘇聯高級軍官尼古拉·奧加科夫相信大規模核子攻擊「無可避免地意味着世界大戰」。他指就算只對中國核設施進行有限度攻擊也十分危險，因為少量的核武器「非常難以殲滅」中國大小的國家，同時中國還將「無情的戰鬥」。中華人民共和國政府從未抨擊19世紀領土轉讓協議，但其對與蘇聯對協議的解讀並不同意，亦即部分地區的準確路線。在一部分情況下，中蘇邊界衝突包括開火，尤其是1969年3月烏蘇里江的珍寶島事件，以及1969年8月在鐵列克提（中哈邊界）事件。在《俄羅斯與中國面臨的戰爭》（1969年）一書中，美國記者哈里森·薩爾斯伯里指蘇聯消息默示將在羅布泊盆地核武器試驗場進行一次打擊。約翰·F·甘迺迪和林登·B·約翰遜曾經考慮在中國核計劃成功前破壞之，但蘇聯拒絕合作。後來美國警告蘇聯對中國的核攻擊將激發世界級戰爭，而蘇聯因此軟化。有鑑於該可能性，中國建立了大規模地下屏障，例如北京地下城，以及軍事屏障如湖北省131地下工程指揮中心，以及重慶市涪陵區「816計劃」的核研究中心。1950和1960年代中蘇交惡以後加強了軍事部署，並在1969年中蘇邊境衝突達到頂峰。而1982年兩國第一次交換貨物後漸漸開放。1988至1992年間黑龍江省和俄羅斯的跨境貿易翻了三倍，中國在俄羅斯的合法工人由1286人增至18905人。

### 劃定中俄边界（1991年後）
蘇聯的衰退減少了當時的緊張氣氛，也減少了中蘇邊界的大量防禦工事。1990至1991年，兩國同意顯著減少邊界沿線的軍事力量。時至今日仍可在俄羅斯邊界地區發現無數廢棄的軍事設施。雖然中蘇邊界貿易早在1983至1985年間恢復，在1990至1991年間加速，蘇聯過去的共和國成為獨立國家後更加速了跨境貿易。為了容納更多旅遊和私人貿易重開了一些邊界關卡。1992年初，中國宣佈邊界貿易倡議以及沿中俄邊界成立經濟特區，最大特區是琿春市。1991年5月，時任中國共產黨中央委員會總書記江澤民出訪蘇聯，與蘇聯共產黨中央總書記、蘇聯總統戈爾巴喬夫會面。中蘇雙方簽署《中苏国界东段协定》，希望進一步解決自1960年代以來一直維持的邊境爭端，並劃定中蘇邊界。
然而1991年發生蘇聯解體，後幾個月多方開始重新勘界，四個前蘇聯加盟共和國：俄羅斯、哈薩克斯坦、吉爾吉斯斯坦和塔吉克斯坦繼承了過去中蘇邊界的不同部分。為了趁此機會一舉談判多年的問題，中國和俄羅斯花了超過10年時間堅持，以完全解決邊界問題和劃界。1994年5月29日俄羅斯總理切爾諾梅爾金訪問北京，簽署「中俄邊界管理系統以加強邊境貿易和打擊犯罪活動的協定」。9月3日簽署了較短的西段55公里的劃界協定，此段的劃界在1998年完成。1997年11月，俄羅斯總統鮑利斯·葉利欽在北京會見中共中央總書記兼國家主席江澤民，並簽署了有關更長、超過4000公里的東段劃界，以符合1991年中蘇協定的規定。
兩國最後未定的領土問題在2004年中華人民共和國和俄羅斯聯邦關於中俄國界東段的補充協定解決。根據該協議，俄羅斯將轉讓阿巴該圖洲渚一部分、整個銀龍島、大約半個黑瞎子島以及部分鄰近河島予中國。這解決了自1931年九一八事變以後持續的領土爭議。當時這些黑龍江島嶼由俄羅斯管理，中國聲稱擁有主權。兩國領導人希望籍此培育兩國和解和合作。中國全國人民代表大會和俄羅斯國家杜馬分別在2005年批准。2008年10月14日舉行了正式交換儀式，中俄持續百年的領土爭議總算結束。根據俄羅斯媒體，現時主要的問題是中國居民在俄羅斯非法勞工、走私和非法捕漁，以及中國南岸活躍的工程導致河流侵蝕。

## 邊界管理
與其他國際邊界一樣，中俄邊界也有一項雙方條約管理邊界上的形態。現時生效的協議在2006年北京簽署。條約要求兩國各自清除寬15公尺的樹、沿界線形成一個空曠地帶（即邊界線各清除7.5公尺）（第6條）。界河和界湖只要位於各自界線以內，容許民用導航（第9條），該水域垂釣亦採用類似原則（第10條）。任一方都應該實行措施以免放牧動物跨越對方邊界，努力拘禁和遣返落入對方領土的家禽（第17條）。禁止在邊界線以內1公里使用火器狩獵的行為，狩獵者禁止跨越邊界追逐受傷動物（第19條）。被扣留的非法入境者須在扣留後7天內遣返回原居地（第34條）。

## 跨越邊界

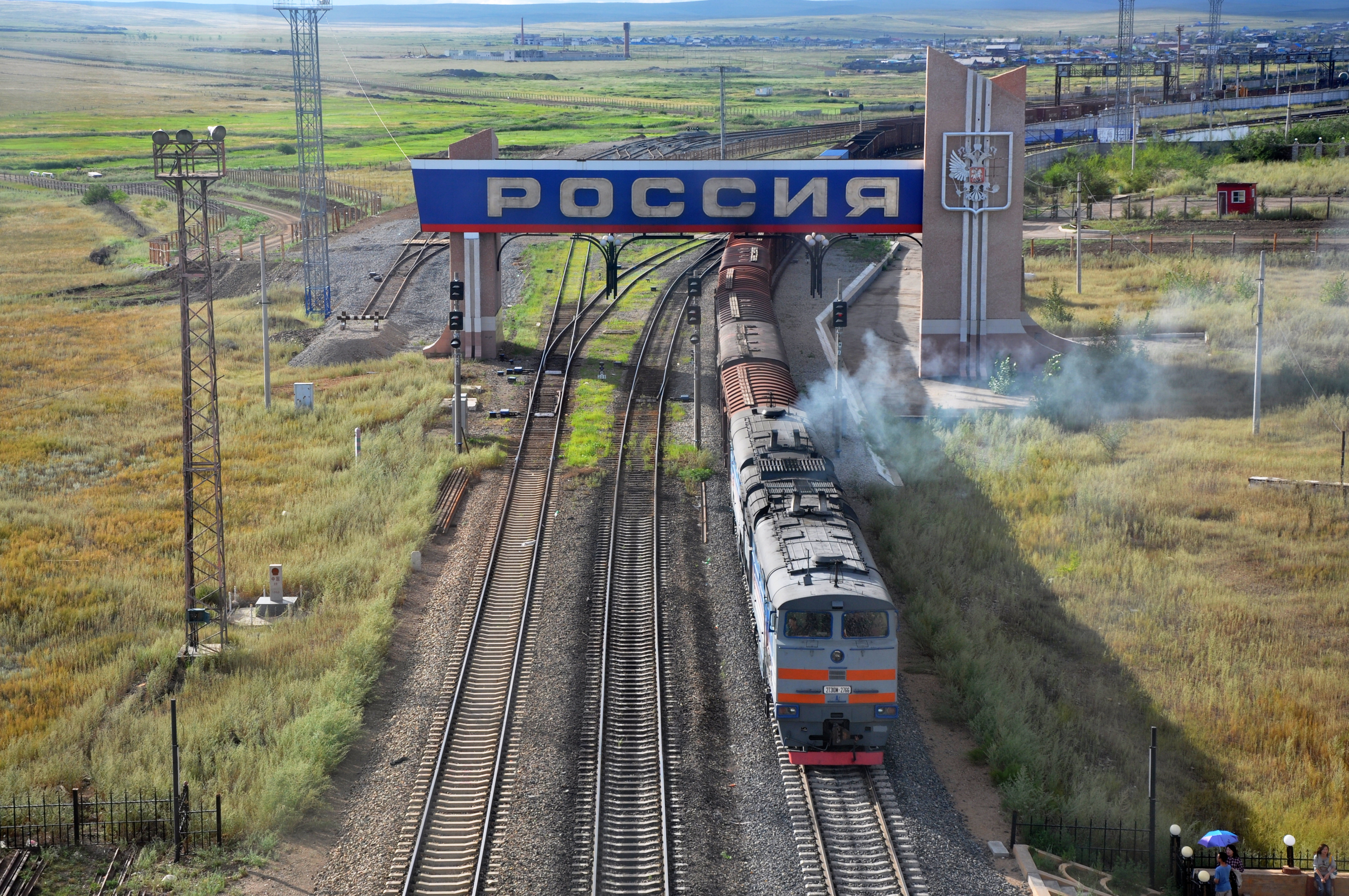
一列火車通過俄羅斯外貝加爾斯克的邊界關卡進入中國的滿洲里。橫額以俄文顯示「Россия」（俄羅斯）字樣。

### 東段
根據俄羅斯邊界機構，截至2013年10月1日中俄邊界有26個口岸，全部位於東段邊界。其中25個是1994年1月27日雙邊協議下開設，另有一個在俄羅斯政府額外特別要求下指定。25個口岸在條約下建立，包括4個鐵路口岸（包括同江市的鐵路橋）、11個公路口岸、1個河流口岸以及9個「混合」口岸（多數是渡輪口岸）。現時有三條鐵路線橫跨邊界。位於滿洲里市/外貝加爾斯克和綏芬河市/格羅迭科沃的口岸已經有超過100年歷史，原先設計時俄羅斯西伯利亞鐵路橫跨滿洲的捷徑（東清鐵路）。第三個鐵路口岸鄰近琿春市/馬哈利諾，在2000至2004年間營運，並關閉了一段時間，並在近年重開。近同江市/下列寧斯科耶之間正在興建一條同江鐵路大橋，完工後將成為第四個鐵路口岸。

### 西段
截至2018年兩國在較短的西段都沒有設置任何口岸。根據俄羅斯地形圖，西段邊界最低處為Betsu-Kanas山口，海拔2,671.3公尺和Kanas山口，海拔2,650公尺。該兩個地點都沒有任何道路可讓車輛通行，但俄羅斯在Kanas山口以北10公里處有一條泥路通行。在蘇聯當局1936年關閉邊境以前，哈薩克游牧民族也會通過這些山口。有建議興建跨境公路以及由中國到俄羅斯的阿爾泰油氣管道，將通過中俄邊界的西段。

## 外部連結
- The lost frontier: Treaty maps that changed Qing's northwestern boundaries（页面存档备份，存于）
- The list of Russia's border crossing on the border with China (on the official site of Russia's Border Agency) （俄文）
- （页面存档备份，存于）